# Крофна (Плутон)
Крофна је назив за површинску карактеристику патуљасте планете Плутон. Име је добио по томе што наликује на крофну. У близини "Крофне" налази се још једна површинска карактеристика Плутона позната као "Кит".